# Mamestra ochracea
Mamestra ochracea là một loài bướm đêm trong họ Noctuidae.